# Cladobotryum purpureum
Cladobotryum purpureum är en svampart som först beskrevs av Morgan-Jones, och fick sitt nu gällande namn av Helfer 1991. Cladobotryum purpureum ingår i släktet Cladobotryum och familjen Hypocreaceae.   Inga underarter finns listade i Catalogue of Life.